# Primož Ramovš
Primož Ramovš, slovenski skladatelj, * 20. marec 1921, Ljubljana, † 10. januar 1999, Ljubljana.

## Življenjepis
Študij kompozicije je leta 1941 končal v razredu Slavka Osterca na Akademiji za glasbo v Ljubljani, kasneje pa se je izpopolnjeval še v Sieni in v Rimu (Alfredo Casella). 
Študiral je tudi klavir in za ta instrument je skomponiral tudi svojo prvo skladbo, v Mozartovem stilu in v tonaliteti G dur! Prvo službo je leta 1945 dobil v biblioteki SAZU v Ljubljani, med 1952 in 1987 (torej skupaj 35 let) je bil tudi njen predstojnik. Med letoma 1948 in 1964 je obenem poučeval na Ljubljanskem glasbenem konservatoriju (srednji glasbeni šoli).
Deloval je tudi kot organist in je redno igral pri bogoslužju v uršulinski in frančiškanski cerkvi ter v ljubljanski stolnici. 
Ramovševa glasbena zapuščina je velikanski skladateljski opus. Njegove začetne kompozicije so nastale v duhu neoklasicizma, kasnejše pod vplivom ekspresionizma in serialne glasbe. Končno pa je Ramovš začetnik slovenske glasbene avantgarde.
Bil je član Slovenske akademije znanosti in umetnosti (dopisni oz. izredni od 1977, redni od 1983), od 1994 redni član Evropske akademije znanosti in umetnosti v Salzburgu. Za svoje življenjsko delo je leta 1983 prejel Prešernovo nagrado, 1995 Kozinovo nagrado, 1988 pa postal častni član Slovenske filharmonije. 
Osebnostno optimističen in vedrega duha je skladbe spisal takorekoč za vsakogar, ki ga je za to zaprosil. Deloval je tudi kot organist v Frančiškanski cerkvi v Ljubljani, bil je planinec in krepkega zdravja vse do smrti.
Njegov oče je bil slovenski jezikoslovec Fran Ramovš, njegov sin pa Klemen Ramovš, mojster na kljunasti flavti.